# Resultados do Carnaval do Rio de Janeiro em 1981
Nesta página estão listados os resultados dos concursos de escolas de samba, blocos de empolgação, blocos de enredo, frevos carnavalescos, ranchos carnavalescos e sociedades carnavalescas do carnaval do Rio de Janeiro do ano de 1981. Os desfiles foram realizados entre os dias 27 de fevereiro e 7 de março de 1981.
Uma das campeãs do ano anterior, a Imperatriz Leopoldinense conquistou o bicampeonato com um desfile em homenagem ao compositor Lamartine Babo. O enredo "O Teu Cabelo Não Nega" foi desenvolvido pelo carnavalesco Arlindo Rodrigues, que conquistou seu oitavo e último título no carnaval carioca. As outras duas campeãs do ano anterior, Beija-Flor e Portela, conquistaram, respectivamente, o vice-campeonato e o terceiro lugar do Grupo 1-A de 1981. Últimas colocadas, Vila Isabel e Império Serrano seriam rebaixadas, mas o descenso foi cancelado por causa das invasões do público na pista de desfile.
No Grupo 1-B, o campeonato foi decidido nos critérios de desempate após Unidos de São Carlos e Império da Tijuca empatarem em pontos totais. A escola do Morro de São Carlos foi campeã enquanto a escola da Tijuca ficou com o vice-campeonato, mas as duas agremiações foram promovidas à elite do carnaval. Unidos da Ponte conquistou o título do Grupo 2-A. Unidos de Nilópolis venceu o Grupo 2-B. Grilo de Bangu, Temporão de Cordovil, Escovão da Riachuelo e Pena Vermelha de Madureira foram os vencedores dos grupos de blocos de empolgação.
Quem Fala de Nós Não Sabe o Que Diz; Unidos da Vila Kennedy; Leão de Iguaçu; Coroado de Jacarepaguá; Unidos do Jardim Botânico; Bloco do China; Unidos do Parque Felicidade; Boca na Garrafa; Dragão de Camará; Cem de Nilópolis; Passa a Régua de Bangu e Unidos do Anil foram os campeões dos grupos de blocos de enredo. Lenhadores ganhou a disputa de frevos. Decididos de Quintino foi o campeão dos ranchos. Diplomatas da Tiradentes venceu o concurso das grandes sociedades.

## Escolas de samba

### Grupo 1-A
O desfile do Grupo 1-A foi organizado pela Associação das Escolas de Samba da Cidade do Rio de Janeiro (AESCRJ) e realizado no domingo, dia 1 de março de 1981, na Rua Marquês de Sapucaí. Com início marcado paras as 21 horas, começou duas horas depois devido à grande quantidade de ambulantes e curiosos na concentração. O desfile foi aberto pela campeã do Grupo 1-B do ano anterior, a Unidos da Tijuca.
| Ordem dos desfiles |
| 1. Unidos da Tijuca 2. Unidos de Vila Isabel 3. Estação Primeira de Mangueira 4. Império Serrano 5. Beija-Flor 6. Portela 7. Acadêmicos do Salgueiro 8. União da Ilha do Governador 9. Imperatriz Leopoldinense 10. Mocidade Independente de Padre Miguel |

Quesitos e julgadores
As escolas foram avaliadas em nove quesitos. O número de julgadores dobrou. No ano anterior, havia um para cada quesito. Pelo segundo ano consecutivo, o quesito Mestre-Sala e Porta-Bandeira não foi avaliado. O quesito Comissão de Frente voltou a ser julgado.
| Quesitos | Quesitos             | Valor         | Julgador 1         | Julgador 2          |
| -------- | -------------------- | ------------- | ------------------ | ------------------- |
|          | Bateria              | 1 a 10 pontos | Russo do Pandeiro  | Milton Banana       |
|          | Harmonia             | 1 a 10 pontos | Raul de Barros     | Maestro Nelsinho    |
|          | Samba-Enredo         | 1 a 10 pontos | Maria D'Apparecida | Ivan Paulo          |
|          | Enredo               | 1 a 10 pontos | Lauro César Muniz  | Paulo Mendes Campos |
|          | Alegorias e Adereços | 1 a 10 pontos | Samir Mattar       | Albery da Cunha     |
|          | Conjunto             | 1 a 5 pontos  | Gracindo Júnior    | Mario Borriello     |
|          | Fantasias            | 1 a 10 pontos | Marília Carneiro   | Kalma Murtinho      |
|          | Comissão de Frente   | 1 a 10 pontos | Amir Haddad        | Evaldo Lemos        |
|          | Evolução             | 1 a 10 pontos | Leda Iuque         | Ana Maria Botafogo  |

#### Classificação
Imperatriz Leopoldinense foi a campeã, conquistando seu segundo título no carnaval do Rio. A escola também foi uma das campeãs do ano anterior. Penúltima escola a se apresentar, a Imperatriz homenageou o compositor Lamartine Babo, morto em 1963. O enredo "O Teu Cabelo Não Nega" foi desenvolvido pelo carnavalesco Arlindo Rodrigues, que conquistou seu oitavo e último título no carnaval carioca. Arlindo foi campeão pela terceira vez consecutiva. O carnavalesco também venceu em 1979 (com a Mocidade) e em 1980 (com a Imperatriz). Um dos destaques do desfile foi o samba-enredo composto por Zé Katimba, Gigi e Serjão, conhecido pelo refrão "Neste palco iluminado / Só dá Lalá / És presente imortal / Só dá Lalá / Nossa escola se encanta / O povão se agiganta / É dono do Carnaval". A escola desfilou com dia claro e encerrou sua apresentação recebendo gritos de "já ganhou!" do público presente nas arquibancadas. Aclamada também pela crítica especializada, a Imperatriz sagrou-se campeã com seis pontos à frente da segunda colocada.
Uma das campeãs do ano anterior, a Beija-Flor ficou com o vice-campeonato. O desfile da escola apresentou as sete maravilhas do mundo, adicionando o carnaval brasileiro como a oitava maravilha. Também campeã no ano anterior, a Portela conquistou o terceiro lugar com um elogiado samba-enredo sobre o mar. Quarta colocada, a Estação Primeira de Mangueira homenageou o ex-presidente do Brasil Juscelino Kubitschek, morto em 1976. Com um desfile sobre o Rio de Janeiro, o Acadêmicos do Salgueiro se classificou em quinto lugar. Mocidade Independente de Padre Miguel foi a sexta colocada com uma apresentação sobre o carnaval. Sétima colocada, a União da Ilha do Governador realizou um desfile sobre o ano de 1910. Campeã do Grupo 1-B no ano anterior, a Unidos da Tijuca ficou em oitavo lugar criticando a influência estrangeira no Brasil. O desfile foi inspirado no livro "Manuscrito Holandês", de Manuel Cavalcanti Proença, e o desfile retratou a batalha de Mitavaí, um vaqueiro do sertão brasileiro, contra o polvo Macobeba, que representava a invasão das empresas multinacionais. Unidos de Vila Isabel foi a nona colocada com uma apresentação sobre a astrologia esotérica e a busca pela paz. Último colocado, o Império Serrano realizou um desfile sobre as coisas que Pero Vaz de Caminha não teria visto ao desembarcar no Brasil. Vila e Império seriam rebaixadas. Devido às invasões do público na pista de desfile, a Riotur e a AESCRJ decidiram manter as duas agremiações na primeira divisão.
| Legenda: Desfile dos Campeões (Sapucaí) |

| Col. | Escola                                | Enredo                                                    | Carnavalesco(a)                        | Pontos |
| ---- | ------------------------------------- | --------------------------------------------------------- | -------------------------------------- | ------ |
| 1    | Imperatriz Leopoldinense              | O Teu Cabelo Não Nega                                     | Arlindo Rodrigues                      | 167    |
| 2    | Beija-Flor                            | Carnaval do Brasil, a Oitava das Sete Maravilhas do Mundo | Joãosinho Trinta                       | 161    |
| 3    | Portela                               | Das Maravilhas do Mar, Fez-se o Esplendor de Uma Noite    | Viriato Ferreira                       | 158    |
| 4    | Estação Primeira de Mangueira         | De Nonô a JK                                              | Alcione Barreto e Elói Machado         | 147    |
| 5    | Acadêmicos do Salgueiro               | Rio de Janeiro                                            | Geraldo Sobreira                       | 140    |
| 6    | Mocidade Independente de Padre Miguel | Abram Alas para a Folia, aí Vem a Mocidade                | Edmundo Braga e Paulino Espírito Santo | 139    |
| 7    | União da Ilha do Governador           | 1910, Burro na Cabeça                                     | Adalberto Sampaio                      | 138    |
| 8    | Unidos da Tijuca                      | Macobeba - O que Dá pra Rir, Dá pra Chorar                | Renato Lage                            | 131    |
| 9    | Unidos de Vila Isabel                 | Dos Jardins do Éden à Era de Aquárius                     | Sílvio Cunha                           | 130    |
| 10   | Império Serrano                       | Na Terra do Pau-brasil, nem Tudo Caminha Viu              | Luiz Fernandes e Ricardo de Aquino     | 127    |

### Grupo 1-B
O desfile do Grupo 1-B (segunda divisão) foi organizado pela AESCRJ e realizado na Rua Marquês de Sapucaí, a partir das 19 horas e 50 minutos da segunda-feira, dia 2 de março de 1981.

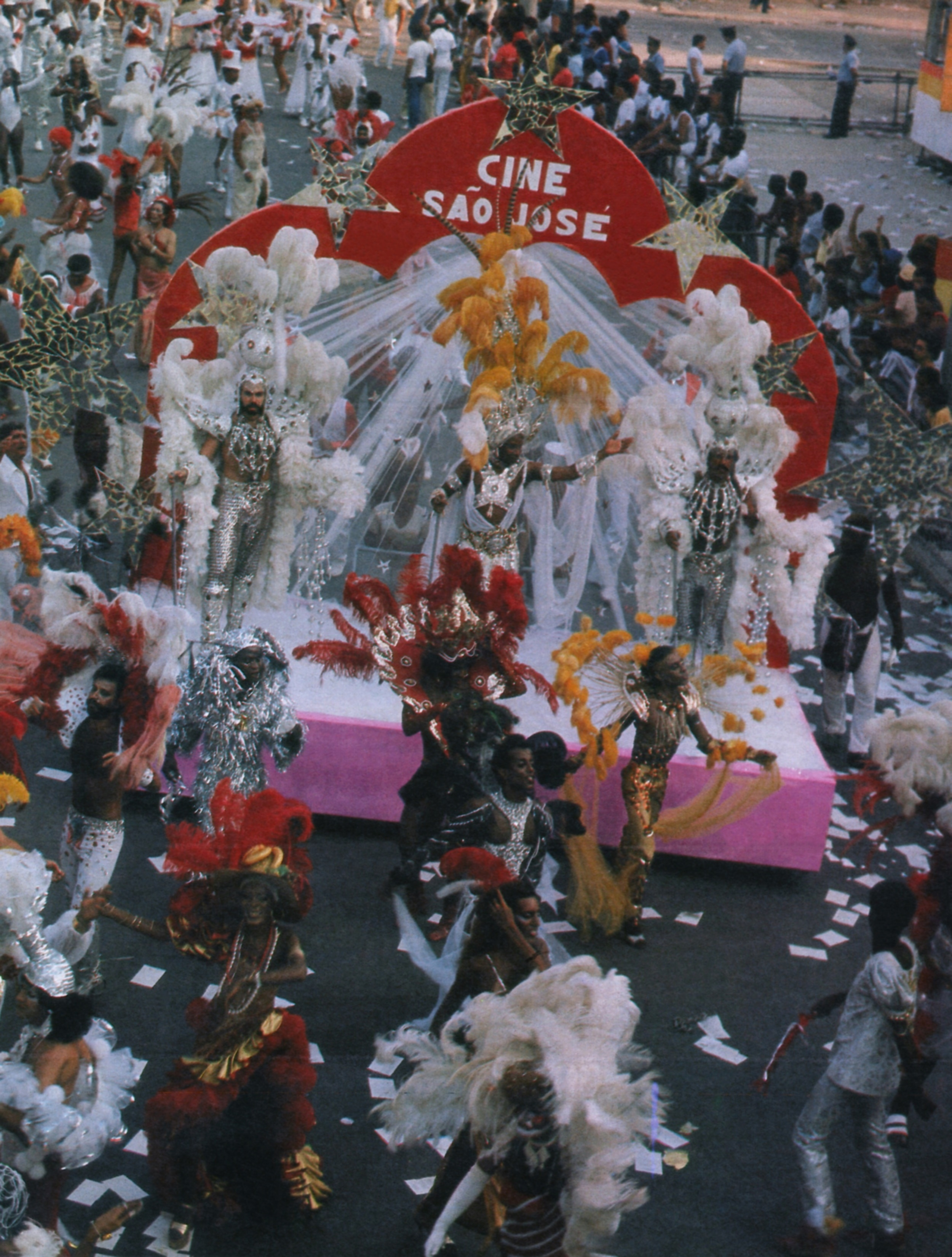
Imagem do desfile de 1981 da Unidos de São Carlos. Escola foi a campeã do Grupo 1-B.

| Ordem dos desfiles |
| 1. União de Jacarepaguá 2. Acadêmicos de Santa Cruz 3. Caprichosos de Pilares 4. Unidos do Cabuçu 5. Arranco 6. Império da Tijuca 7. Arrastão de Cascadura 8. Unidos de Bangu 9. Lins Imperial 10. Unidos de Lucas 11. Unidos de São Carlos 12. Império do Marangá |

#### Classificação
Unidos de São Carlos foi a campeã, garantindo seu retorno ao Grupo 1-A, de onde foi rebaixada no ano anterior. A escola realizou um desfile sobre a Praça Tiradentes do Rio de Janeiro. Com um desfile sobre a lenda das Cataratas do Iguaçu, o Império da Tijuca ficou com o vice-campeonato e também garantiu seu retorno à elite do carnaval, de onde estava afastado desde 1977. São Carlos e Império somaram a mesma pontuação final. As colocações foram definidas através do quesito de desempate, Harmonia, onde São Carlos teve notas maiores.
| Legenda: Promovidas ao Grupo 1-A / Desfile dos Campeões (Sapucaí) * Sem informação disponível |

| Col. | Escola                   | Enredo                                                             | Carnavalesco(a)                                     | Pontos | Desempate         |
| ---- | ------------------------ | ------------------------------------------------------------------ | --------------------------------------------------- | ------ | ----------------- |
| 1    | Unidos de São Carlos     | Quem Diria, da Monarquia à Boemia ao Esplendor da Praça Tiradentes | Ney Ayan e Gil Costa                                | 171    | Harmonia (20 pts) |
| 2    | Império da Tijuca        | Cataratas do Iguaçu                                                | Mário Barcelos                                      | 171    | Harmonia (19 pts) |
| 3    | Unidos de Lucas          | O Imperador de Parada de Lucas                                     | Carlinhos de Andrade e Roberto Costa                | 167    | -                 |
| 4    | Lins Imperial            | Meu Padim Pade Ciço                                                | José Félix Garcez Netto                             | 166    | -                 |
| 5    | Unidos do Cabuçu         | De Daomé a São Luis, a Pureza Mina Jêje                            | Luiz Fernando Reis, Therezinha Monte e Ricardo Luiz | 164    | -                 |
| 6    | Acadêmicos de Santa Cruz | Amazonas, Verde que Te Quero Verde                                 | José Lima Galvão                                    | 154    | -                 |
| 7    | Unidos de Bangu          | É Hoje, a História do Carnaval                                     | Ernesto Nascimento                                  | 152    | -                 |
| 8    | Arranco                  | Ou Isto ou Aquilo                                                  | Geraldo Cavalcanti                                  | 149    | -                 |
| 9    | Arrastão de Cascadura    | Rudá, o Deus do Amor                                               | Adalberto Sampaio                                   | 148    | -                 |
| 10   | Império do Marangá       | Dos Balões aos Aviões                                              | *                                                   | 142    | -                 |
| 11   | União de Jacarepaguá     | Mauricéia em Noite de Festa                                        | Edson Machado                                       | 141    | -                 |
| 12   | Caprichosos de Pilares   | Amor, Sublime Amor                                                 | Roberto D'Rodrigues                                 | 139    | -                 |

### Grupo 2-A
O desfile do Grupo 2-A (terceira divisão) foi organizado pela AESCRJ e realizado no domingo, dia 1 de março de 1981, na Avenida Rio Branco. Os dezoito julgadores selecionados não compareceram ao evento alegando protestar contra a desorganização do carnaval. Após várias reuniões durante a concentração do desfile, a Riotur conseguiu montar uma nova comissão com um julgador por quesito, a metade do que estava previsto anteriormente. Por conta deste imbróglio, o desfile que estava marcado para as 19 horas, teve início somente às 23 horas.
| Ordem dos desfiles |
| 1. Unidos de Manguinhos 2. Acadêmicos da Cidade de Deus 3. Paraíso do Tuiuti 4. Unidos do Uraiti 5. Unidos da Ponte 6. Acadêmicos do Engenho da Rainha 7. Grande Rio 8. Foliões de Botafogo 9. Independentes de Cordovil 10. Em Cima da Hora 11. São Clemente 12. Tupy de Brás de Pina |

Quesitos e julgadores
As escolas foram avaliadas em nove quesitos.
| Quesitos | Quesitos             | Valor         | Julgador        |
| -------- | -------------------- | ------------- | --------------- |
|          | Bateria              | 1 a 10 pontos | Eduardo Santana |
|          | Harmonia             | 1 a 10 pontos | Odete Santos    |
|          | Samba-Enredo         | 1 a 10 pontos | Luciene Franco  |
|          | Evolução             | 1 a 10 pontos | Zélia Hoffman   |
|          | Fantasias            | 1 a 10 pontos | Isidro Herrera  |
|          | Enredo               | 1 a 5 pontos  | José Francisco  |
|          | Comissão de Frente   | 1 a 10 pontos | Aldo Viana      |
|          | Alegorias e Adereços | 1 a 10 pontos | César Bacuri    |
|          | Conjunto             | 1 a 10 pontos | Artur Oscar     |

#### Classificação
Unidos da Ponte foi a campeã, garantindo seu retorno ao Grupo 1-B, de onde foi rebaixada no ano anterior. Vice-campeã, a Em Cima da Hora também foi promovida ao Grupo 1-B, de onde estava afastada desde 1977. Unidos da Ponte e Em Cima da Hora participaram do Desfile dos Campeões realizado no sábado, dia 7 de março de 1981, na Avenida Rio Branco.
| Legenda: Promovidas ao Grupo 1-B / Desfile dos Campeões (Rio Branco) * Sem informação disponível |

| Col. | Escola                          | Enredo                                              | Carnavalesco(a)    | Pontos |
| ---- | ------------------------------- | --------------------------------------------------- | ------------------ | ------ |
| 1    | Unidos da Ponte                 | As Excelências e Seus Carnavais                     | Mário Barcelos     | 91     |
| 2    | Em Cima da Hora                 | Boi-bumbá com Abóbora                               | Ney Roriz          | 89     |
| 3    | São Clemente                    | Assim Dança o Brasil                                | Ivo da Rocha Gomes | 88     |
| 4    | Acadêmicos do Engenho da Rainha | O Curioso Mercado de Ver-o-Peso                     | *                  | 86     |
| 5    | Unidos do Uraiti                | O Show de Uma Vida Fascinante                       | *                  | 84     |
| 6    | Tupy de Brás de Pina            | Negrinho do Pastoreiro                              | *                  | 83     |
| 7    | Independentes de Cordovil       | Além da Imaginação                                  | Ney Ayan           | 82     |
| 8    | Foliões de Botafogo             | O Sonho das Esmeraldas                              | *                  | 81     |
| 9    | Paraíso do Tuiuti               | Exaltação a Vinícius de Moraes                      | Maria Augusta      | 75     |
| 10   | Grande Rio                      | As Grandes Festas do Rio nas Quatro Estações do Ano | *                  | 73     |
| 11   | Unidos de Manguinhos            | O Rouxinol da Serra da Boa Esperança                | *                  | 62     |
| 12   | Acadêmicos da Cidade de Deus    | Os Homens Luminosos                                 | *                  | 58     |

### Grupo 2-B
O desfile do Grupo 2-B (quarta divisão) foi organizado pela AESCRJ e realizado na Avenida Rio Branco, a partir das 19 horas da segunda-feira, dia 2 de março de 1981.
| Ordem dos desfiles |
| 1. União de Vaz Lobo 2. Acadêmicos do Cachambi 3. Unidos de Cosmos 4. Unidos do Jacarezinho 5. União de Rocha Miranda 6. Unidos da Vila Santa Tereza 7. Império de Campo Grande 8. Unidos de Padre Miguel 9. Unidos da Zona Sul 10. Unidos de Nilópolis |

#### Classificação
Unidos de Nilópolis foi a campeã, garantindo seu retorno ao Grupo 1-A, de onde foi rebaixada no ano anterior. Com uma homenagem a Paulo da Portela, a Unidos do Jacarezinho ficou com o vice-campeonato, sendo promovida ao Grupo 2-A, de onde foi rebaixada no ano anterior. Unidos de Nilópolis e Unidos do Jacarezinho participaram do Desfile dos Campeões realizado no sábado, dia 7 de março de 1981, na Avenida Rio Branco.
| Legenda: Promovidas ao Grupo 2-A / Desfile dos Campeões (Rio Branco) * Sem informação disponível |

| Col. | Escola                      | Enredo                                 | Carnavalesco(a)                   | Pontos |
| ---- | --------------------------- | -------------------------------------- | --------------------------------- | ------ |
| 1    | Unidos de Nilópolis         | Devaneios de Um Pierrô                 | *                                 | 158    |
| 2    | Unidos do Jacarezinho       | Paulo da Portela, Majestade do Samba   | Jesué Silva e Moryd Baimaceda     | 153    |
| 3    | Unidos de Padre Miguel      | Aí Vem Dezembro                        | Carlos Henrique                   | 137    |
| 4    | Unidos de Cosmos            | Enfim a Felicidade                     | Ney Ayan e Gil Marinho            | 131    |
| 5    | Acadêmicos do Cachambi      | Vinícius de Moraes, o Poeta do Povo    | *                                 | 126    |
| 6    | União de Vaz Lobo           | Renascendo das Cinzas                  | Jeusamir Alves da Silva (Ananguê) | 121    |
| 7    | Unidos da Vila Santa Tereza | O Samba Tem Alma, Poesia e Amor        | Arlindo da Silva Escobar          | 119    |
| 8    | Unidos da Zona Sul          | Vamos Brincar de Ser Criança           | *                                 | 118    |
| 9    | União de Rocha Miranda      | Papai, Mamãe e Vovó                    | Wilson Miranda                    | 116    |
| 10   | Império de Campo Grande     | O Maravilhoso Mundo de Mestre Vitalino | Whalter Cruz                      | 110    |

## Blocos de empolgação
Os desfiles dos blocos de empolgação foram organizados pela Federação dos Blocos Carnavalescos do Estado do Rio de Janeiro. A apuração dos resultados foi realizada na quinta-feira, dia 5 de março de 1981, no Pavilhão de São Cristóvão.

### Grupo A-1
O desfile do Grupo A-1 foi dividido em dois dias. O primeiro grupo desfilou a partir das 14 horas do domingo, dia 1 de março de 1981, na Avenida Graça Aranha, no Centro. O segundo grupo desfilou no dia seguinte, no mesmo horário e local.

#### Classificação
Grilo de Bangu foi o campeão. Carinhoso de Bento Ribeiro não se apresentou para o desfile.
| Col. | Bloco                             | Pontos |
| ---- | --------------------------------- | ------ |
| 1    | Grilo de Bangu                    | 110    |
| 2    | Eles Que Digam                    | 108    |
| 3    | Cardosão das Laranjeiras          | 107    |
| 4    | Bafo do Gato                      | 106    |
| 5    | Independentes do Morro do Pinto   | 106    |
| 6    | O Feitiço É Nosso                 | 105    |
| 7    | Chamego de Benfica                | 104    |
| 8    | Balanço da Mangueira              | 104    |
| 9    | Unidos de Oswaldo Cruz            | 103    |
| 10   | Bacanas do Méier                  | 103    |
| 11   | Pantera do Engenho da Rainha      | 103    |
| 12   | Fala Meu Louro                    | 103    |
| 13   | Unidos de Botafogo                | 102    |
| 14   | Avante de Guadalupe               | 99     |
| 15   | Xodó de Oswaldo Cruz              | 98     |
| 16   | Bacanas da Piedade                | 95     |
| 17   | Caracol de Copacabana             | 95     |
| 18   | Império da Salsicha de Cavalcante | 93     |
| 19   | Sineta do Engenho Novo            | 91     |
| 20   | Amendoeira                        | 78     |
| 21   | Caciquinho de Inhoaíba            | 76     |
| 22   | Tigre da Vila                     | 74     |
| 23   | Sufoco de Olaria                  | 72     |

### Grupo A-2
O desfile do Grupo A-2 foi realizado no Boulevard 28 de Setembro, em Vila Isabel, a partir das 14 horas da segunda-feira, dia 2 de março de 1981.

#### Classificação
Temporão de Cordovil foi o campeão.
| Col. | Bloco                      | Pontos |
| ---- | -------------------------- | ------ |
| 1    | Temporão de Cordovil       | 110    |
| 2    | Beco do Sorriso            | 106    |
| 3    | Mocidade da Mallet         | 102    |
| 4    | Chuchu Beleza              | 102    |
| 5    | Os Fariseus                | 95     |
| 6    | Onda Braba de Vista Alegre | 93     |
| 7    | Gavião da Tijuca           | 85     |
| 8    | Tigre de Bonsucesso        | 85     |
| 9    | Urubu Cheiroso             | 85     |
| 10   | Q70 de Pilares             | 83     |

### Grupo B
O desfile do Grupo B foi realizado na Rua Dias da Cruz, no Méier, a partir das 14 horas da segunda-feira, dia 2 de março de 1981.

#### Classificação
Escovão da Riachuelo foi o campeão por um ponto de diferença para o vice.
| Col. | Bloco                        | Pontos |
| ---- | ---------------------------- | ------ |
| 1    | Escovão da Riachuelo         | 108    |
| 2    | Razão de Viver               | 107    |
| 3    | Coração das Meninas          | 101    |
| 4    | Furão de Olaria              | 97     |
| 5    | Pulo da Onça                 | 96     |
| 6    | Lelé da Cuca                 | 96     |
| 7    | Mocidade de Pavuna           | 95     |
| 8    | Irajá Samba                  | 91     |
| 9    | Unidos da Lapa               | 91     |
| 10   | Nasceu Mais Um               | 90     |
| 11   | Xavantes do Tingui           | 90     |
| 12   | Zebra de Madureira           | 87     |
| 13   | Não Me Toque de Brás de Pina | 84     |
| 14   | Alegria É Mato               | 75     |
| 15   | Tubarão de Bento Ribeiro     | 75     |
| 16   | Paz e Harmonia               | 74     |

### Grupo C
O desfile do Grupo C foi realizado na Rua Pereira Landim, em Ramos, a partir das 14 horas da segunda-feira, dia 2 de março de 1981.

#### Classificação
Pena Vermelha de Madureira foi o campeão. Se Mistura Quem Pode não se apresentou para o desfile.
| Col. | Bloco                               | Pontos |
| ---- | ----------------------------------- | ------ |
| 1    | Pena Vermelha de Madureira          | 108    |
| 2    | Unidos da Gregório de Vigário Geral | 103    |
| 3    | Bafo da Cobra                       | 92     |
| 4    | Alegria de Copacabana               | 88     |
| 5    | Amores de Padre Miguel              | 87     |
| 6    | Bafo da Zebra                       | 86     |
| 7    | Magnatas de Engenheiro Pedreira     | 85     |
| 8    | Cheiroso da Penha                   | 81     |
| 9    | Pinta e Borda                       | 71     |
| 10   | Corações Amigos                     | 67     |
| 11   | Cafonas de Bonsucesso               | 63     |
| 12   | Fusão e Samba de Jacarepaguá        | 58     |
| 13   | Unidos da Vacaria                   | 53     |

## Blocos de enredo
Os desfiles dos blocos de enredo foram organizados pela FBCERJ. A apuração dos resultados foi realizada na quinta-feira, dia 5 de março de 1981, no Pavilhão de São Cristóvão.

### Grupo 1-A
O desfile do Grupo 1-A foi realizado na Rua Marquês de Sapucaí, a partir das 22 horas do sábado, dia 28 de fevereiro de 1981.

#### Classificação
Quem Fala de Nós Não Sabe o Que Diz foi o campeão.
| Legenda: Desfile dos Campeões (Sapucaí) Rebaixados para o Grupo 1-B * Sem informação disponível |

| Col. | Bloco                               | Enredo                                               | Pontos |
| ---- | ----------------------------------- | ---------------------------------------------------- | ------ |
| 1    | Quem Fala de Nós Não Sabe o Que Diz | Festa do Bonfim                                      | 164    |
| 2    | Flor da Mina do Andaraí             | Fantástico Paraíso                                   | 162    |
| 3    | Canários das Laranjeiras            | Canto às Laranjeiras                                 | 159    |
| 4    | Mocidade Independente de Inhaúma    | Canta Brasil - História da Música Popular Brasileira | 159    |
| 5    | Embalo do Catete                    | Amor e Carnaval                                      | 157    |
| 6    | Unidos do Cantagalo                 | Exaltação às Mulatas                                 | 155    |
| 7    | Unidos de São Cristóvão             | Paraíso de Maracangalha                              | 155    |
| 8    | Vai Se Quiser                       | Vale do Amor                                         | 155    |
| 9    | Cacareco Unidos do Leblon           | No Reino Encantado do Olimpo Negro                   | 154    |
| 10   | Bafo do Leão                        | Primavera - Sonho e Fantasia                         | 152    |
| 11   | Unidos da Villa Rica                | Para Tudo Se Acabar na Quarta-Feira                  | 151    |
| 12   | Mocidade de Guararapes              | Três Dias de Ilusão                                  | 145    |
| 13   | Mocidade de São Matheus             | Tributo às Raízes                                    | 133    |
| 14   | Rosa de Ouro                        | Menina da Fonte                                      | 132    |

### Grupo 1-B
O desfile do Grupo 1-B foi realizado na Avenida Rio Branco, a partir das 22 horas do sábado, dia 28 de fevereiro de 1981.

#### Classificação
Unidos da Vila Kennedy foi o campeão, sendo promovido ao Grupo 1-A junto com Unidos do Cabral e Bafo do Bode.
| Legenda: Promovidos ao Grupo 1-A Rebaixados para o Grupo 2-A |

| Col. | Bloco                        | Enredo                                                             | Pontos |
| ---- | ---------------------------- | ------------------------------------------------------------------ | ------ |
| 1    | Unidos da Vila Kennedy       | O Baile do Teatro Municipal                                        | 167    |
| 2    | Unidos do Cabral             | Se Alguém Quiser Fazer Por Mim, Que Faça Agora (Nelson Cavaquinho) | 162    |
| 3    | Bafo do Bode                 | *                                                                  | 161    |
| 4    | Alegria de Copacabana        | Noites Cariocas                                                    | 158    |
| 5    | Boêmios da Vila Aliança      | *                                                                  | 154    |
| 6    | Vem Como Pode                | *                                                                  | 152    |
| 7    | Caprichosos de Bento Ribeiro | *                                                                  | 151    |
| 8    | Namorar Eu Sei               | *                                                                  | 150    |
| 9    | Difícil É o Nome             | *                                                                  | 150    |
| 10   | Boêmios do Andaraí           | *                                                                  | 137    |
| 11   | Força Jovem do Horto         | *                                                                  | 137    |
| 12   | Cara de Boi                  | *                                                                  | 134    |
| 13   | Cometas do Bispo             | Bahia                                                              | 134    |
| 14   | Samba Como Pode              | *                                                                  | 122    |

### Grupo 2-A
O desfile do Grupo 2-A foi realizado no Boulevard 28 de Setembro, a partir das 22 horas do sábado, dia 28 de fevereiro de 1981.

#### Classificação
Leão de Iguaçu foi o campeão, sendo promovido ao Grupo 1-B junto com Unidos da São Brás e Imperial de Lucas.
| Legenda: Promovidos ao Grupo 1-B Rebaixados para o Grupo 2-B |

| Col. | Bloco                                  | Enredo                                  | Pontos |
| ---- | -------------------------------------- | --------------------------------------- | ------ |
| 1    | Leão de Iguaçu                         | Zumbi, Deus da Guerra                   | 90     |
| 2    | Unidos da São Brás                     | *                                       | 88     |
| 3    | Imperial de Lucas                      | *                                       | 88     |
| 4    | Xuxu                                   | *                                       | 87     |
| 5    | Arame de Ricardo                       | Baile das Flores                        | 86     |
| 6    | Boêmios de Inhaúma                     | *                                       | 85     |
| 7    | Turma da Chupeta                       | *                                       | 82     |
| 8    | Boi da Freguesia da Ilha do Governador | *                                       | 82     |
| 9    | Império de Botafogo                    | *                                       | 82     |
| 10   | Deixa Comigo                           | *                                       | 80     |
| 11   | Sai Como Pode                          | Fantasias e Carnaval na Festa do Parque | 78     |
| 12   | Império da Gávea                       | *                                       | 76     |
| 13   | Mocidade de Vicente de Carvalho        | *                                       | 74     |
| 14   | Quem Quiser Pode Vir                   | *                                       | 55     |

### Grupo 2-B
O desfile do Grupo 2-B foi realizado na Rua Adolfo Bergamini, no Engenho de Dentro, a partir das 22 horas do sábado, dia 28 de fevereiro de 1981.

#### Classificação
Coroado de Jacarepaguá foi o campeão, sendo promovido ao Grupo 1-B.
| Legenda: Promovido ao Grupo 1-B Promovidos ao Grupo 2-A Rebaixados para o Grupo 3-A |

| Col. | Bloco                         | Pontos |
| ---- | ----------------------------- | ------ |
| 1    | Coroado de Jacarepaguá        | 90     |
| 2    | Baba do Quiabo                | 89     |
| 3    | Acadêmicos do Vidigal         | 86     |
| 4    | Corações Unidos de Bonsucesso | 83     |
| 5    | Coração de Éden               | 83     |
| 6    | Mocidade de Rocha Miranda     | 80     |
| 7    | Embalo do Morro do Urubu      | 78     |
| 8    | Rouxinol do Grotão da Penha   | 76     |
| 9    | Mocidade do Lins              | 75     |
| 10   | Unidos da Laureano            | 71     |
| 11   | Carinhoso da Penha Circular   | 71     |
| 12   | Garrafal                      | 66     |
| 13   | Só Falta Você                 | 65     |
| 14   | Diplomatas de Anchieta        | 52     |

### Grupo 3-A
O desfile do Grupo 3-A foi realizado na Rua Carolina Machado, em Madureira, a partir das 22 horas do sábado, dia 28 de fevereiro de 1981.

#### Classificação
Unidos do Jardim Botânico foi campeão nos critérios de desempate, sendo promovido ao Grupo 2-A.
| Legenda: Promovido ao Grupo 2-A Promovidos ao Grupo 2-B Rebaixados para o Grupo 3-B |

| Col. | Bloco                          | Enredo                        | Pontos |
| ---- | ------------------------------ | ----------------------------- | ------ |
| 1    | Unidos do Jardim Botânico      | *                             | 86     |
| 2    | Mocidade do Grajaú             | *                             | 86     |
| 3    | Acadêmicos de Bento Ribeiro    | *                             | 85     |
| 4    | Unidos do Rio Comprido         | *                             | 85     |
| 5    | Alegria de Padre Miguel        | *                             | 82     |
| 6    | Mocidade Peteca da Paraná      | *                             | 80     |
| 7    | Lambe Copo                     | *                             | 77     |
| 8    | Custou mas Saiu                | *                             | 77     |
| 9    | Bloco do Barriga               | Iracema, o Amor dos Tabajaras | 77     |
| 10   | Unidos da Fazenda              | *                             | 75     |
| 11   | Mocidade de Camaré             | *                             | 72     |
| 12   | Estrela do Bairro Magali       | *                             | 70     |
| 13   | Inocentes do Jardim Metrópoles | *                             | 70     |
| 14   | Infantes da Piedade            | *                             | 69     |

### Grupo 3-B
O desfile do Grupo 1-A foi realizado na Rua Monsenhor Félix, em Irajá, a partir das 22 horas do sábado, dia 28 de fevereiro de 1981.

#### Classificação
Bloco do China foi o campeão, sendo promovido ao Grupo 2-B.
| Legenda: Promovido ao Grupo 2-B Promovidos ao Grupo 3-A Rebaixados para o Grupo 4 |

| Col. | Bloco                           | Pontos |
| ---- | ------------------------------- | ------ |
| 1    | Bloco do China                  | 84     |
| 2    | Solta o Bicho                   | 80     |
| 3    | Acadêmicos da Abolição          | 76     |
| 4    | Império do Gramacho             | 75     |
| 5    | Mocidade Unida do Estácio de Sá | 74     |
| 6    | Gavião de Brás de Pina          | 74     |
| 7    | Durinhos de Padre Miguel        | 72     |
| 8    | Embaixadores da Paulo Ramos     | 72     |
| 9    | Os Brasinhas                    | 72     |
| 10   | Arrastão de São João            | 70     |
| 11   | Hora Certa                      | 67     |
| 12   | Amizade da Água Branca          | 66     |
| 13   | Dragão de Irajá                 | 64     |
| 14   | Baixada do Sapo                 | 56     |

### Grupo 4
O desfile do Grupo 4 foi realizado na Rua Santa Engrácia, na Penha, a partir das 19 horas do domingo, dia 1 de março de 1981.

#### Classificação
Unidos do Parque Felicidade foi o campeão, sendo promovido ao Grupo 3-A. Amar É Viver e Unidos do Gramacho não se apresentaram para o desfile.
| Legenda: Promovido ao Grupo 3-A Promovidos ao Grupo 3-B Rebaixados para o Grupo 5 |

| Col. | Bloco                              | Enredo                | Pontos |
| ---- | ---------------------------------- | --------------------- | ------ |
| 1    | Unidos do Parque Felicidade        | *                     | 88     |
| 2    | Novo Horizonte                     | *                     | 85     |
| 3    | Mataram Meu Gato                   | *                     | 81     |
| 4    | Unidos de Edson Passos             | *                     | 78     |
| 5    | Três Unidos do Lote XV             | *                     | 76     |
| 6    | Solidão de Cabuis                  | *                     | 76     |
| 7    | Globo de Ouro                      | Musa Morena do Brasil | 75     |
| 8    | Batutas de Cordovil                | *                     | 75     |
| 9    | Mocidade de Santa Margarida        | *                     | 75     |
| 10   | Surpresa de Realengo               | *                     | 72     |
| 11   | Estrela de Madureira               | *                     | 66     |
| 12   | Xodó das Meninas do Jardim América | *                     | 62     |

### Grupo 5
O desfile do Grupo 5 foi realizado na Avenida Nelson Cardoso, em Jacarepaguá, a partir das 19 horas do domingo, dia 1 de março de 1981.

#### Classificação
Boca na Garrafa foi o campeão, sendo promovido ao Grupo 3-B. Unidos da Vila Jardim não se apresentou para o desfile.
| Legenda: Promovido ao Grupo 3-B Promovidos ao Grupo 4 Rebaixados para o Grupo 6 |

| Col. | Bloco                       | Enredo                     | Pontos |
| ---- | --------------------------- | -------------------------- | ------ |
| 1    | Boca na Garrafa             | *                          | 87     |
| 2    | Unidos da Venda Grande      | *                          | 84     |
| 3    | Dilema da Vila de Ramos     | *                          | 84     |
| 4    | Suco de Camarão             | Domingo Um Show de Alegria | 79     |
| 5    | Alegria do Parque           | *                          | 77     |
| 6    | Veneno da Suburbana         | *                          | 77     |
| 7    | Arrasta Povo                | *                          | 77     |
| 8    | União da Vila               | *                          | 76     |
| 9    | Mocidade da Camarista Méier | *                          | 75     |
| 10   | Unidos da Pereira da Silva  | *                          | 75     |
| 11   | Estrela de Jacarepaguá      | *                          | 74     |
| 12   | Amor à Natureza             | *                          | 60     |
| 13   | Bloco da Mocidade           | *                          | 18     |

### Grupo 6
O desfile do Grupo 6 foi realizado na Rua Topázios, em Rocha Miranda, a partir das 19 horas do domingo, dia 1 de março de 1981.

#### Classificação
Dragão de Camará foi o campeão, sendo promovido ao Grupo 4. Mocidade do Pau Ferro não se apresentou para o desfile.
| Legenda: Promovido ao Grupo 4 Promovidos ao Grupo 5 Rebaixados para o Grupo 7 |

| Col. | Bloco                            | Pontos |
| ---- | -------------------------------- | ------ |
| 1    | Dragão de Camará                 | 86     |
| 2    | Coroado de Santa Cruz            | 83     |
| 3    | Unidos de Antares                | 78     |
| 4    | Nosso Sonho                      | 78     |
| 5    | Dragão de Nilópolis              | 77     |
| 6    | Anjo da Guarda                   | 76     |
| 7    | Império de Bonsucesso            | 73     |
| 8    | Independente                     | 72     |
| 9    | União da Ponte                   | 68     |
| 10   | Brinca Quem Pode de Santa Tereza | 65     |
| 11   | Os Liberais do Andaraí           | 60     |
| 12   | Mamãe Não Deixa                  | 58     |
| 13   | Sentinela de Pilares             | 55     |

### Grupo 7
O desfile do Grupo 7 foi realizado na Rua Mercúrio, na Pavuna, a partir das 19 horas da segunda-feira, dia 2 de março de 1981.

#### Classificação
Cem de Nilópolis foi o campeão, sendo promovido ao Grupo 5. Periquita do Jardim América não se apresentou para o desfile.
| Legenda: Promovido ao Grupo 5 Promovidos ao Grupo 6 Rebaixados para o Grupo 8 |

| Col. | Bloco                      | Enredo  | Pontos |
| ---- | -------------------------- | ------- | ------ |
| 1    | Cem de Nilópolis           | *       | 90     |
| 2    | Unidos da Catruz           | *       | 87     |
| 3    | Paz e Amor                 | *       | 84     |
| 4    | Bole-Bole                  | O Banzo | 81     |
| 5    | Aventureiros do Leme       | *       | 80     |
| 6    | Acadêmicos do Engenho Novo | *       | 78     |
| 7    | Unidos da Roquete Pinto    | *       | 78     |
| 8    | Acadêmicos dos Prazeres    | *       | 76     |
| 9    | Teimosos da Vila           | *       | 69     |
| 10   | União de Del Castilho      | *       | 68     |
| 11   | Engrossa                   | *       | 60     |
| 12   | Azes de Cascadura          | *       | 58     |
| 13   | Unidos do Bairro Central   | *       | 43     |

### Grupo 8
O desfile do Grupo 8 foi realizado na Avenida Santa Cruz, em Realengo, a partir das 19 horas da segunda-feira, dia 2 de março de 1981.

#### Classificação
Passa a Régua de Bangu foi o campeão, sendo promovido ao Grupo 6.
| Legenda: Promovido ao Grupo 6 Promovidos ao Grupo 7 Rebaixados para o Grupo 9 |

| Col. | Bloco                         | Enredo                    | Pontos |
| ---- | ----------------------------- | ------------------------- | ------ |
| 1    | Passa a Régua de Bangu        | *                         | 86     |
| 2    | Unidos da Galeria             | *                         | 84     |
| 3    | Chamego de Turiaçu            | *                         | 80     |
| 4    | Gavião de Jacarepaguá         | *                         | 77     |
| 5    | Roda Quem Pode                | *                         | 74     |
| 6    | Passo do Ganso                | *                         | 70     |
| 7    | União da Vila Realengo        | *                         | 69     |
| 8    | Paraíso da Alvorada           | *                         | 63     |
| 9    | Portelinha                    | *                         | 62     |
| 10   | Gavião da Baixada             | *                         | 60     |
| 11   | Acadêmicos do Parque Anchieta | *                         | 60     |
| 12   | Unidos de Anchieta            | *                         | 56     |
| 13   | Império do Gato               | Sítio do Pica-Pau Amarelo | 56     |
| 14   | Unidos da Penha               | *                         | 56     |

### Grupo 9
O desfile do Grupo 9 foi realizado na Rua Figueiredo Camargo, em Padre Miguel, a partir das 19 horas da segunda-feira, dia 2 de março de 1981.

#### Classificação
Unidos do Anil foi campeão nos critérios de desempate, sendo promovido para o Grupo 7. Sangue Jovem (Enredo era "Feitiço Negro") e Unidos da Vila São José não desfilaram.
| Col. | Bloco                      | Pontos |
| ---- | -------------------------- | ------ |
| 1    | Unidos do Anil             | 82     |
| 2    | Balanço do Jardim Palmares | 82     |
| 3    | Cascudo de Rocha Miranda   | 80     |
| 4    | Vem Manso de Padre Miguel  | 79     |
| 5    | Flor da Vila Tiradentes    | 79     |
| 6    | Mocidade do Samba          | 78     |
| 7    | Luar de Prata              | 76     |
| 8    | Unidos da Fronteira        | 73     |
| 9    | Bafo do Cabrito            | 66     |
| 10   | Mimo de Acari              | 64     |
| 11   | Brasil Mulato              | 57     |

## Frevos carnavalescos
O desfile dos clubes de frevo foi realizado a partir das 18 horas e 30 minutos do sábado, dia 28 de fevereiro de 1981, na Avenida Rio Branco.
Quesitos e julgadores
Os clubes foram avaliados em cinco quesitos com notas de um a dez.
| Quesito | Quesito               | Julgador                 |
| ------- | --------------------- | ------------------------ |
|         | Evolução              | Maria Marques Damião     |
|         | Fantasias             | Vicente de Pérsia        |
|         | Música                | Genon Marinelli          |
|         | Conjunto de Passistas | Waldir Barcellos Machado |
|         | Enredo                | Márcia Vasconcelos       |

### Classificação
Lenhadores foi o campeão.
| Col. | Frevo                         | Enredo                                                                  | Pontos |
| ---- | ----------------------------- | ----------------------------------------------------------------------- | ------ |
| 1    | Lenhadores                    | Folguedos e Danças Populares do Nordeste                                | 59     |
| 2    | Vassourinhas                  | Mergulho ao Fundo do Mar em Busca de Uma Riqueza                        | 55     |
| 3    | Pás Douradas                  | Olé, Olá, Apologia ao Ceará                                             | 52     |
| 4    | Misto Toureiros               | Folclore, Cultura e Vida do Povo Pernambucano                           | 51     |
| 5    | Bola de Ouro                  | Quadros de Uma Exposição de Um Pedaço do Brasil                         | 49     |
| 6    | Batutas da Cidade Maravilhosa | Glória à Cruz Vermelha e à Heroína Ana Nery, Eterna Mãe dos Brasileiros | 46     |
| 7    | Prato Misterioso              | Reino Encantado da Alegria                                              | 44     |

## Ranchos carnavalescos
O desfile dos ranchos foi realizado a partir das 20 horas da terça-feira, dia 3 de março de 1981, na Avenida Rio Branco.

### Classificação
O rancho Decididos de Quintino foi campeão.
| Legenda: Campeão * Sem informação disponível |

| Col. | Rancho                   | Enredo                            | Pontos |
| ---- | ------------------------ | --------------------------------- | ------ |
| 1    | Decididos de Quintino    | O Mar                             | 89     |
| 2    | Lira de Vila Isabel      | Maracatu da Coroa Imperial        | 78     |
| 3    | Unidos do Cunha          | Turbilhão de Ilusões              | 75     |
| 4    | Recreio da Saúde         | Os 318 Anos de Glória do Correio  | 74     |
| 5    | Flor de Madureira        | Castro Alves, o Poeta da Abolição | 73     |
| 6    | Azulões da Torre         | A Roda da Vida                    | 73     |
| 7    | Aliados de Quintino      | *                                 | 71     |
| 8    | Independentes do Catumbi | *                                 | 68     |
| 9    | Alegria de Santo Cristo  | As Tradições da Bahia             | 68     |
| 10   | Império de São Cristóvão | *                                 | 64     |
| 11   | Parasitas de Ramos       | 40 Anos de Sucesso                | 63     |

## Sociedades carnavalescas
O desfile das grandes sociedades foi realizado a partir das 22 horas e 30 minutos da sexta-feira, dia 27 de fevereiro de 1981, na Avenida Rio Branco.

### Classificação
Diplomatas da Tiradentes foi o campeão.
| Col. | Sociedade                | Enredo                                  | Pontos |
| ---- | ------------------------ | --------------------------------------- | ------ |
| 1    | Diplomatas da Tiradentes | Mar, Sol e Fantasia                     | 48     |
| 2    | Clube dos Fenianos       | Rio Antigo                              | 45     |
| 3    | Filhos de Ébano          | Homenagem ao Rio de Janeiro             | 45     |
| 4    | Pierrots das Cavernas    | A Loteca do Carnaval                    | 43     |
| 5    | Embaixada do Sossego     | Primavera, Estação de Flores e Amar     | 41     |
| 6    | Clube dos Independentes  | Neste Palco Iluminado                   | 40     |
| 7    | Tenentes do Diabo        | Carnaval dos Carnavais                  | 39     |
| 8    | Lordes                   | Macalé da Bahia, Vendendor de Amendoins | 39     |
| 9    | Clube dos Cariocas       | Nego Benedito                           | 30     |
| 10   | Turunas de Monte Alegre  | Esportes Brasileiros                    | 28     |

## Desfile dos Campeões
O Desfile dos Campeões foi realizado na Rua Marquês de Sapucaí, entre as 20 horas e 15 minutos do sábado, dia 7 de março de 1981, e as 4 horas do dia seguinte. Participaram do desfile as duas escolas mais bem colocadas dos grupos 1-A e 1-B e os blocos de enredo campeão e vice-campeão do Grupo 1-A. Cerca de 120 mil pessoas compareceram ao evento. Um outro Desfile dos Campeões foi realizado no mesmo dia na Avenida Rio Branco com a participação das escolas campeãs e vice-campeãs dos grupos 2-A e 2-B; dos campeões dos concursos de frevos, ranchos e grandes sociedades; e do bloco de enredo campeão do Grupo 1-B.
| Ordem dos desfiles |
| 1. Flor da Mina do Andaraí 2. Quem Fala de Nós Não Sabe o Que Diz 3. Império da Tijuca 4. Unidos de São Carlos 5. Beija-Flor 6. Imperatriz Leopoldinense |